# بنجامين سي. تومسون
بنجامين سي. تومسون (بالإنجليزية: Benjamin Thompson)‏  (و. 1918 – 2002 م) هو مهندس معماري أمريكي، ولد في سانت باول، مينيسوتا، توفي عن عمر يناهز 84 عاماً.

## التعليم
تعلم في جامعة ييل.

## جوائز
حصل على جوائز منها:
- جائزة الشركة المعمارية.